# Liste der Baudenkmäler in Hohenpolding

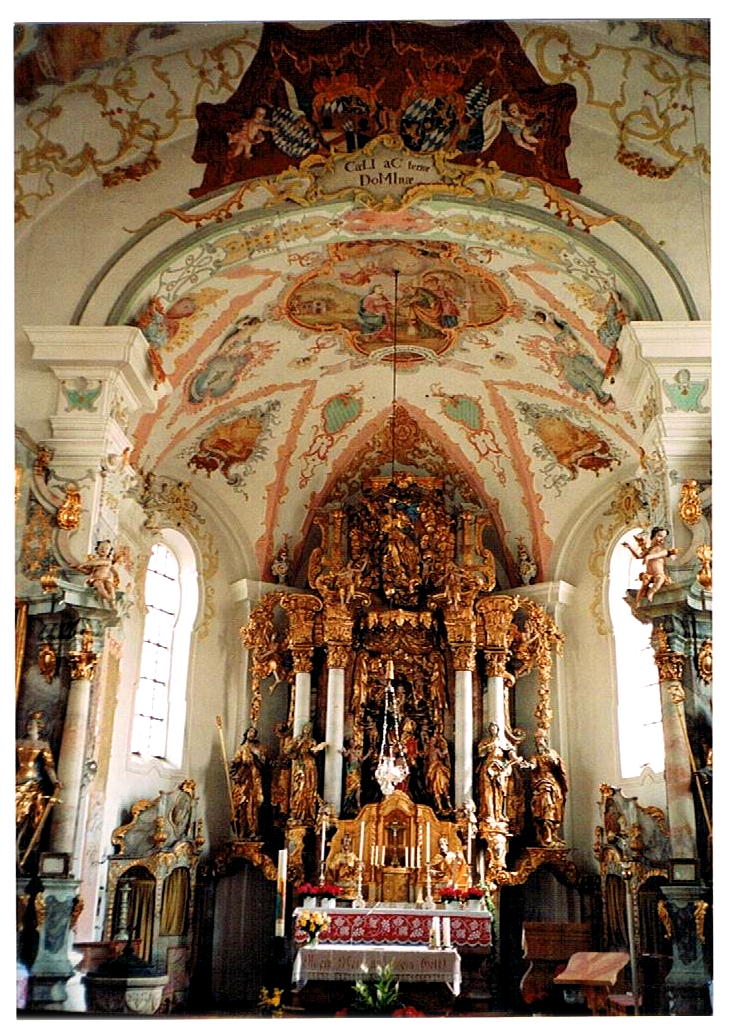
Innenraum von Mariä Heimsuchung in Hohenpolding

Auf dieser Seite sind die Baudenkmäler in der oberbayerischen Gemeinde Hohenpolding zusammengestellt. Diese Tabelle ist eine Teilliste der Liste der Baudenkmäler in Bayern. Grundlage ist die Bayerische Denkmalliste, die auf Basis des Bayerischen Denkmalschutzgesetzes vom 1. Oktober 1973 erstmals erstellt wurde und seither durch das Bayerische Landesamt für Denkmalpflege geführt wird. Die folgenden Angaben ersetzen nicht die rechtsverbindliche Auskunft der Denkmalschutzbehörde.

## Baudenkmäler nach Ortsteilen

### Hohenpolding
| Lage                     | Objekt                                                                   | Beschreibung | Akten-Nr.             | Bild                         |
| ------------------------ | ------------------------------------------------------------------------ | --- | --------------------- | ---------------------------- |
| Schulstraße 7 (Standort) | Katholische Pfarrkirche und ehemalige Wallfahrtskirche Mariä Heimsuchung | Saalbau mit eingezogenem halbrunden Chor, angefügter Sakristei und Zwiebelturm, erbaut von Johann Baptist Lethner 1750/51; mit Ausstattung | D-1-77-121-1 Wikidata | weitere Bilder               |
| Schulstraße 7 (Standort) | Friedhofskapelle St. Michael                                             | sogenannte Kerkerkapelle, schlichter Massivbau mit Schopfwalmdach, Anfang 16. Jahrhundert, barockisiert; mit Ausstattung                   | D-1-77-121-2 Wikidata | Friedhofskapelle St. Michael |

### Amelgering
| Lage                                          | Objekt                                 | Beschreibung | Akten-Nr.             | Bild           |
| --------------------------------------------- | -------------------------------------- | --- | --------------------- | -------------- |
| In Amelgering (Standort)                      | Katholische Filialkirche St. Lambertus | Saalbau mit leicht eingezogenem halbrunden Chor, angefügter Sakristei und Zwiebelturm, von Johann Baptist Lethner, um 1756/57; mit Ausstattung. Figuren von Christian Jorhan der Ältere. | D-1-77-121-3 Wikidata | weitere Bilder |
| Rampertinger Feld, östl. des Ortes (Standort) | Feldkapelle                            | schlichter Massivbau mit Satteldach und Traufband, zweite Hälfte 18. Jahrhundert. | D-1-77-121-4 Wikidata | Feldkapelle    |

### Buchöd
| Lage                         | Objekt                    | Beschreibung                                                               | Akten-Nr.             | Bild |
| ---------------------------- | ------------------------- | -------------------------------------------------------------------------- | --------------------- | ---- |
| Buchöd 6 (im Hof) (Standort) | Ehemaliger Getreidekasten | erdgeschossiger Blockbau mit vorkragendem Satteldach, 17./18. Jahrhundert. | D-1-77-121-5 Wikidata | BW   |

### Erdmannsdorf
| Lage                      | Objekt | Beschreibung                                                                                            | Akten-Nr.             | Bild |
| ------------------------- | ------ | --- | --------------------- | ---- |
| Erdmannsdorf 8 (Standort) | Stadel | Riegel-Bundwerkstadel des Dreiseithofes, zum Teil massiv mit Satteldach, zweite Hälfte 18. Jahrhundert. | D-1-77-121-6 Wikidata | BW   |

### Großaign
| Lage                   | Objekt                                   | Beschreibung                                                                     | Akten-Nr.     | Bild |
| ---------------------- | ---------------------------------------- | -------------------------------------------------------------------------------- | ------------- | ---- |
| in Großaign (Standort) | Hof- und Votivkapelle mit Lourdesgrotte, | schmaler Blockbau mit Walmdach und Schindeleindeckung, um 1692; mit Ausstattung. | D-1-77-121-14 | BW   |

### Penning
| Lage                  | Objekt  | Beschreibung                                                                          | Akten-Nr.             | Bild |
| --------------------- | ------- | ------------------------------------------------------------------------------------- | --------------------- | ---- |
| In Penning (Standort) | Kapelle | Kapelle in Nischenform mit ausgeprägtem Traufgesims, zweites Viertel 19. Jahrhundert. | D-1-77-121-8 Wikidata | BW   |

### Starzell
| Lage                           | Objekt | Beschreibung | Akten-Nr.             | Bild |
| ------------------------------ | ------ | --- | --------------------- | ---- |
| Starzell 7 (im Hof) (Standort) | Stadel | Ehemaliger Stallstadel des Dreiseithofes mit Riegel-Bundwerk und Satteldach, zweites Viertel des 19. Jahrhunderts; zugehörig ehemaliger Stallstadel mit Backhaus, zweigeschossiger Satteldachbau in Massiv- und Holzbauweise, gleichzeitig. | D-1-77-121-9 Wikidata | BW   |

### Sulding
| Lage                 | Objekt                                       | Beschreibung | Akten-Nr.              | Bild           |
| -------------------- | -------------------------------------------- | --- | ---------------------- | -------------- |
| Sulding 2 (Standort) | Katholische Filialkirche Hl. Kreuzauffindung | Saalbau mit dreiseitig geschlossenem Chor, angefügter Sakristei und Zwiebelturm, Chor und Turm im Kern spätgotisch, Langhaus und Wölbung von Anton Kogler, 1703; mit Ausstattung | D-1-77-121-10 Wikidata | weitere Bilder |

### Wimm
| Lage              | Objekt                             | Beschreibung                                                                                     | Akten-Nr.     | Bild |
| ----------------- | ---------------------------------- | ------------------------------------------------------------------------------------------------ | ------------- | ---- |
| Wimm 4 (Standort) | Hofkapelle, sog. Kallinger Kapelle | kleiner Backsteinbau mit Giebelbekrönung und Lourdesgrotte, 1. Viertel 20. Jh.; mit Ausstattung. | D-1-77-121-13 | BW   |

### Zeil
| Lage               | Objekt  | Beschreibung                                                                                           | Akten-Nr.              | Bild |
| ------------------ | ------- | --- | ---------------------- | ---- |
| In Zeil (Standort) | Kapelle | Hof- und Votivkapelle mit angefügtem ehemaligem Backhaus, Putzbau mit Satteldach und Dachreiter, 1902. | D-1-77-121-11 Wikidata | BW   |

## Ehemalige Baudenkmäler
In diesem Abschnitt sind Objekte aufgeführt, die früher einmal in der Denkmalliste eingetragen waren, jetzt aber nicht mehr. Objekte, die in anderem Zusammenhang also z. B. als Teil eines Baudenkmals weiter eingetragen sind, sollen hier nicht aufgeführt werden. Aktennummern in diesem Abschnitt sind ehemalige, jetzt nicht mehr gültige Aktennummern.

| Lage                   | Objekt                    | Beschreibung                              | Akten-Nr.     | Bild |
| ---------------------- | ------------------------- | ----------------------------------------- | ------------- | ---- |
| Diemating 5 (Standort) | Votivkapelle St. Leonhard | kleiner Massivbau mit Satteldach, um 1870 | D-1-77-121-12 | BW   |